# Fuller Acres
Fuller Acres – census-designated place w Kern County, w Kalifornii (Stany Zjednoczone), na wysokości 182 m.